# Нектарий Мамолис
Нектарий (на гръцки: Νεκτάριος, Нектариос) е гръцки духовник, митрополит на Вселенската патриаршия.

## Биография
Роден е в Аясос на Лесбос около 1780 година. В 1800 година се мести в столицата Цариград. Служи като архидякон в Халкидонската митрополия.
През март 1824 година е избран за лемноски митрополит. През май 1836 година е преместен като нишавски митрополит в Пирот. Умира в Пирот в началото на януари 1853 година. Погребан е в църквата „Рождество Христово“, зад олтара.